# Cultura de Canadá
El término cultura de Canadá alude a los elementos artísticos, musicales, literarios, gastronómicos, políticos y sociales que son representativos de Canadá y los canadienses, no sólo a su propia población, sino a la gente de todo el mundo. La cultura canadiense ha sido históricamente influenciada por la cultura y las tradiciones europeas, sobre todo británicas y 
francesas, y por sus propias culturas indígenas. Con el tiempo, los elementos de las culturas de las poblaciones de inmigrantes de Canadá se han incorporado a la corriente principal la cultura canadiense. Posteriormente, ha sido influenciada por la cultura estadounidense debido a su lenguaje compartido, la proximidad y la migración entre ambos países.
Canadá se caracteriza a menudo como un país «muy progresista, diverso y multicultural». Las políticas del gobierno de Canadá, tales como: el cuidado de la salud mediante fondos públicos, impuestos más altos y progresivos, prohibición de la pena capital, los grandes esfuerzos para eliminar la pobreza, el hincapié en la diversidad cultural, y más recientemente la legalización del matrimonio entre personas del mismo sexo - son los indicadores sociales de los valores políticos y culturales de Canadá.
El Gobierno Federal de Canadá ha influido en la cultura canadiense con programas, leyes e instituciones. Ha creado empresas de la Corona para promover la cultura canadiense a través de los medios de comunicación, como la «Canadian Broadcasting Corporation (CBC)» y el «National Film Board of Canada (NFB)», y promueve muchos acontecimientos que considera de promover las tradiciones canadienses. También ha tratado de proteger la cultura canadiense mediante el establecimiento de los mínimos legales de contenido canadiense en muchos medios de comunicación que utilizan los organismos como la Comisión de Radio, Televisión y Telecomunicaciones Canadiense (CRTC).

## El desarrollo de una cultura

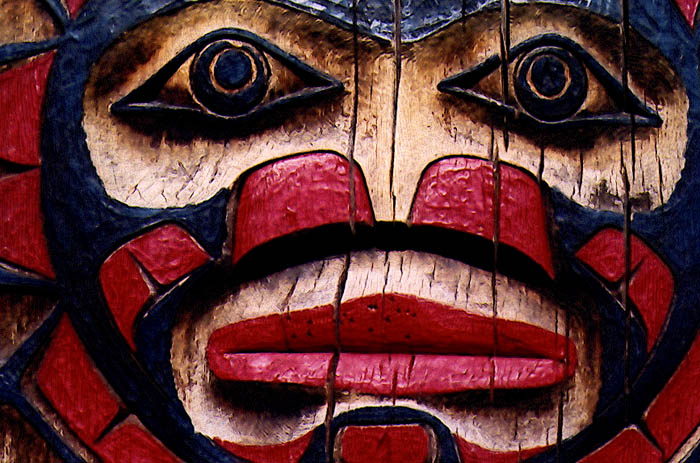
Tótem en Vancouver, Columbia Británica.

### Influencias históricas
Por decenas de miles de años, Canadá fue habitado por pueblos aborígenes de una variedad de culturas diferentes y de varios grupos lingüísticos. Las escuelas residenciales pretendían educar a los niños aborígenes para olvidar sus orígenes y les separaban de su familia para que no tuviesen ninguna herencia aborigen y les adoctrinaban a la cultura canadiense y cristiana.

## Gastronomía de Canadá
Siendo Canadá un país tan grande, la gastronomía varía según la región y las muchas culturas que han poblado esta parte de Norteamérica. Algunos de los platos son similares a los de otras regiones del continente, aunque algunos son únicos de Canadá o versiones que no se encontrarán en otro país. A pesar de esta variedad, algunas comidas que pudieran ser consideradas como el plato nacional canadiense son el Poutine y el Butter tart. Es importante destacar que Canadá es el productor número uno de jarabe de arce, por lo que muchos platos se distinguen por el uso de dicho producto.
Desde el punto de vista histórico, tres cocinas han sido las que más han influido a la gastronomía canadiense: la de las First Nations, la inglesa y la canadiense. Sin embargo, olas de emigrantes han seguido llegando al país en el último siglo, del resto de Europa, de Asia, de África, del Caribe y de América Latina.

## Literatura de Canadá
- Véase Literatura canadiense o de Canadá.